# دوغ سميث (لاعب كرة قدم أمريكية)
دوغ سميث (بالإنجليزية: Doug Smith)‏ هو لاعب كرة قدم أمريكية أمريكي، ولد في 13 يونيو 1960 في ميسك في الولايات المتحدة.

## وصلات خارجية
- دوغ سميث على موقع مرجع كرة القدم المحترفة.كوم (الإنجليزية)